# Казаки в Аргентине
Казаки в Аргентине являются потомками эмигрантов из России, покинувших родину в результате Гражданской войны.
Первоначально их предки мигрировали в Турцию, а затем Югославию. Некоторые сотрудничали с немецкими властями, надеясь вернуться на родину. Крупнейшая в Южной Америке казачья колония (Нахаловка) расположена в Шварцвальде (пригороде Буэнос-Айреса). Казаки Аргентины являются преемниками донского казачества. Одним из ключевых общеказачьих праздников считается Покров Богородицы, во время которого совершаются молебны и поются казачьи песни. Важную роль в самоорганизации казаков Аргентины сыграли Василий Харламов и Николай Краснов.
19 декабря 1948 года на учредительном собрании в городе Буэнос-Айресе был создан Казачий союз, атаманом которого был избран сотник В. В. Обухов, его помощником – переехавший из Германии, бывший председатель Донского войскового круга В. А. Харламов. В состав Казачьего союза Аргентины входило Донское войсковое объединение; был учрежден ряд хуторов и станиц. В 1951 году в Буэнос-Айресе праздновали 300-летие Сумского полка. В 2011 году в en:Monte Grande был создан Аргентинский казачий округ, атаманом которого стал Илья Чаповский.